# 볼로디미르 젤렌스키
볼로디미르 올렉산드로비치 젤렌스키(우크라이나어: Володи́мир Олекса́ндрович Зеле́нський, pronounced [ʋoloˈdɪmɪr olekˈsɑndrowɪdʒ zeˈlɛnʲsʲkɪj], 러시아어: Влади́мир Алекса́ндрович Зеле́нский Vladimir Aleksandrovich Zelenskiy[*], pronounced [vlɐˈdʲimʲɪr ɐlʲɪkˈsandrəvʲɪdʑ zʲɪˈlʲenskʲɪj], 문화어: 울라지미르 젤렌스끼, 1978년 1월 25일~)는 우크라이나의 정치인이자 코미디언 겸 배우로 2019년부터 제6대 대통령을 역임하고 있다.
유대계 우크라이나인의 가정에서 태어난 젤렌스키는 우크라이나 중부 드니프로페트로우스크주의 크리비리흐라는 도시에서 러시아어를 모국어로 사용하며 자랐다. 키이우 국립 경제 대학에서 법학학위를 취득한 후 연기자의 길을 걷기 시작했다. 코미디 분야에서 경력을 쌓던 젤렌스키는 방송 제작사인 크바르탈 95 스튜디오을 설립한 후 여러 영화, 만화, TV 프로그램을 제작했으며 그 중에서는 젤렌스키 본인이 가상의 우크라이나 대통령을 연기한 TV 시리즈인 《국민의 일꾼》도 있다. 이 TV 시리즈는 2015년부터 2019년까지 방영되었으며 우크라이나에서 큰 인기를 끌었다. 2018년 3월에는 크바르탈 95 스튜디오의 직원이 TV 프로그램의 이름과 같은 동명의 정당인 인민의 종을 창당했다.
젤렌스키는 2018년 12월 31일 저녁 당시 우크라이나의 대통령이었던 페트로 포로셴코의 신년 전야 연설과 함께 우크라이나 TV 채널 1+1에서 2019년 우크라이나 대통령 선거 출마를 선언했다. 정치계와 연이 전혀 없던 아웃사이더인 젤렌스키는 출마 이전부터 대선 여론조사에서 선두권에 꼽혔다. 젤렌스키는 대통령 선거 2차 투표에서 73.23%의 득표율로 전 대통령이었던 포로셴코를 꺾고 대선에 승리했다. 젤렌스키는 자신을 반주도체제적이고 반부패적인 인물로 자리매겼다. 대통령으로 젤렌스키는 전자정부를 지지하고 우크라이나어와 러시아어를 사용하는 인구 사이 통합을 지지했다.(p. 11–13) 젤렌스키의 커뮤니케이션 스타일은 소셜 미디어, 특히 인스타그램을 광범위하게 사용하는 모습이다. 젤렌스키의 소속당인 인민의 종은 대통령 취임 직후 열린 2019년 총선에서 압승을 거두었다. 젤렌스키는 집권 첫 2년간 최고 라다의 국회의원 면책특권 해제를 감독했으며, 코로나19 범유행과 그에 따른 경기후퇴에 국가적으로 대응했으며, 우크라이나의 부패에 대해서도 척결에 제한적인 진전을 이뤘다.
대선 선거 운동 기간 젤렌스키는 러시아와 우크라이나간의 장기적인 분쟁을 종식시키겠다고 약속했으며 러시아의 대통령인 블라디미르 푸틴과도 대화를 시도했다. 젤렌스키 행정부는 2021년 러시아와의 긴장이 고조되었으며 2022년 러시아의 전면 침공으로 절정에 달했다. 러시아가 군사력을 증강하는 동안 젤렌스키는 우크라이나 국민을 진정시키고 국제 사회에 우크라이나가 보복을 원하지 않는다는 사실을 확신시키는 전략을 사용했다. 처음에는 임박한 전쟁의 경고에 거리를 두는 동시에 위협을 "견딜 수" 있도록 NATO의 안전보장과 군사지원을 요청했다. 러시아가 전면 침공을 시작하자 젤렌스키 대통령이 우크라이나 전역에 계엄령을 선포하고 군대를 총동원했다. 위기에 보여준 젤렌스키의 리더십은 국제적으로 큰 환영을 받았으며 우크라이나의 저항을 보여주는 상징이 되었다. 젤렌스키는 2022년 타임 올해의 인물로 선정되었으며 우크라이나 여론조사에서 우크라이나 최고의 대통령으로 지지받고 있다.
젤렌스키의 임기는 원래 2024년 5월 끝날 예정이었으나, 러시아의 침공과 이어지는 계엄법에 따라 우크라이나의 헌법에서는 계엄령 발효 중에는 어떠한 선거를 열 수 없다고 규정되어 있어 차기 우크라이나 대통령 선거가 계속 열리지 않고 있다. 이에 따라 러시아-우크라이나 전쟁이 지속되는 동안은 젤렌스키가 계속 대통령 임기를 수행할 것으로 전망된다. 이에 따라 젤렌스키는 쿠치마에 이어 우크라이나에서 두 번째로 긴 임기를 지낸 대통령으로 기록되었다.

## 어린 시절
볼로디미르 젤렌스키는 1978년 1월 25일 소련 우크라이나 소비에트 사회주의 공화국크리비리흐에 사는 유대계 가정에서 태어났다. 아버지인 올렉산드르 젤렌스키는 교수이자 컴퓨터과학자로 크리비리흐 경제기술국립대학 사이버네틱스 및 컴퓨터하드웨어학과장이었으며, 어머니인 리마 젤렌스카는 엔지니어로 근무했다. 할아버지인 세미욘(시몬) 이바노비치 젤렌스키는 보병으로 제2차 세계 대전 기간 붉은 군대의 제57근위차량화소총사단의 대령으로 복무했다. 세미욘 젤렌스키의 아버지와 세 형제는 홀로코스트로 살해당했다. 2022년 3월 젤렌스키의 증조부모는 독일군이 학살하던 중 증조부모의 집을 불태워서 살해당했다고 말했다.
젤렌스키는 초등학교 입학 전 아버지가 직장을 다니던 몽골 에르데네트에 4년간 살았다. 젤렌스키는 러시아어를 구사하며 자랐다. 젤렌스키는 16세에 TOEFL 시험을 통과하고 이스라엘에서 공부할 수 있는 학자금 지원을 받았지만 아버지가 허락하지 않아 가지 못했다. 이후 젤렌스키는 크리비리흐 경제연구소에서 법학 학위를 받고 키이우 국립경제대학, 현재의 크리비리흐 국립 대학의 한 학부를 수료했으나 이후 법률 분야에서 일한 적은 없다.

## 희극 배우 시절
17세 시절에 크리비리흐에서 진행하는 지역 텔레비전 유머 경연 프로그램인 KVN에 합류했다. 1997년에는 우크라이나의 자포리자-크리비리흐 교통 희극단에 입단하여 KVN 메이저 리그에서 우승을 차지했다.
1997년에 희극단 크바르탈 95를 결성하여 지휘했고 1998년부터 2003년까지 KVN의 메이저 리그와 우크라이나 리그에서 공연을 전개했다. 팀원들은 러시아 모스크바에서 많은 시간을 보냈으며 구 소련 국가를 순회하면서 희극 공연을 전개했다. 2003년에는 우크라이나의 텔레비전 방송국 1+1에서 텔레비전 프로그램 제작을 시작했고 2005년에는 동료들과 함께 텔레비전 방송국 인테르로 자리를 옮겼다.
볼로디미르 젤렌스키는 2010년부터 2012년까지 우크라이나의 텔레비전 방송국 인테르의 이사 겸 총 프로듀서로 활동했다. 2015년에는 크바르탈 95 스튜디오에서 제작한 텔레비전 드라마 《국민의 일꾼》에서 우크라이나의 대통령 역할을 맡았다. 이 드라마는 30대 고등학교 역사 교사인 바실 페트로비치 홀로보로디코가 우크라이나 정부의 부패를 비판하는 인터넷 동영상에 출연한 이후에 대통령 선거에 출마하여 당선된다는 내용을 담고 있다.

## 정치 활동
젤렌스키는 2013년부터 2014년까지 우크라이나에서 일어난 유로마이단 시위를 지지했다. 또한 돈바스 전쟁에서는 우크라이나 정부군을 지지했다. 2018년 3월에는 텔레비전 방송 제작사인 크바르탈 95 스튜디오 소속 인사들과 함께 이 회사가 제작한 텔레비전 드라마에서 이름을 딴 정당인 '인민의 종'을 창당했다.
이후 주변의 권유로 진짜 선거에 출마했는데 놀랍게도 당선되어 대통령에 취임했다.
우크라이나 전쟁이 발발하자 키이우에 남아서 방어전을 수행하는 한편, 세계 각국 국회의 화상회의를 통해 연설을 하는데 해당 국가에 맞게 연설을 하는 등 준비를 매우 많이 했다. 특히 우크라이나 전쟁 초기 미국과 서방국가의 도피 권유를 뿌리치고 키이우에 남아 러시아군의 공격을 받는 수도 키이우를 절대 사수하여 우크라이나의 단결을 이끈 점이 전쟁 발발 초기 우크라이나의 패배를 막은 결정적인 요인으로 평가 받고 있다.
| “ | 러시아는 지금 우크라이나를 침략해서 돈바스 지역을 분단시키려 합니다. 그렇게 러시아가 원하는 대로 해주면 우크라이나는 대한민국과 조선민주주의인민공화국처럼 분단됩니다. | ” |
|   | — 볼로디미르 젤렌스키, 대한민국 국회 화상연설에서 |   |

| “ | 유럽 연합은 우리 우크라이나를 무조건 도와줘야만 합니다. 지금 러시아의 야욕은 우크라이나로 절대 만족하지 않습니다. 우크라이나가 함락되면 그 다음 순번은 폴란드가 될 것이며, 폴란드가 함락되면 그 다음 순번은 독일이 될 것입니다. | ” |
|   | — 볼로디미르 젤렌스키, EU 화상연설에서 |   |

우크라이나 전쟁에서 러시아군이 연전연패를 하자 블라디미르 푸틴은 예비군 동원령을 선포했는데 이 때 볼로디미르 젤렌스키가 러시아 청년들에게 한 연설이 압권이다.
| “ | 절대 응소하지 마십시오. 이 전쟁에서 러시아군으로서 싸우다 전사하면 전쟁범죄자 신분으로 죽는 것이니 개죽음입니다. 그리고 만약 이미 응소했다면 저희 우크라이나군에게 몰래 항복하십시오. 항복한 사실에 대해서는 무조건 비밀로 해드리겠습니다. 저희 우크라이나 군은 러시아군과는 달리 구타 가혹행위는 일절 하지 않습니다. 그리고 포로 교환을 원치 않을 경우 교환되지 않을 수 있는 방법도 한 번 연구해보겠습니다. | ” |
|   | — 볼로디미르 젤렌스키, 강제로 응소당하는 러시아 청년들에게 |   |

2024년에 이르러서는 결국 러시아 본토를 침범해 영토 일부를 점령했다. 젤렌스키에게는 수단과 방법을 가릴 처지가 되지 못해 살기 위해서 어쩔 수 없이 이런 결정을 한 것이다.

## 사생활
볼로디미르 젤렌스키는 2003년 9월에 올레나 젤렌스카(혼전 성은 키야슈코)와 결혼했다. 올레나 젤렌스카는 젤렌스키가 다녔던 문법학교 출신이다. 2004년 7월에는 딸 올렉산드라가 태어났고, 2013년 1월에는 아들 키릴이 태어났다.
젤렌스키가 처음 배운 언어는 러시아어였으며 우크라이나어와 영어에도 유창하다. 그의 자산은 2018년 기준 3,700만 흐리우냐(약 150만 달러) 정도의 가치였다.

## 역대 선거 결과
| 선거명      | 직책명              | 대수 | 정당      | 1차 득표수 | 1차 득표율  | 2차 득표수 | 2차 득표율   | 결과 | 당락 |
| ----------- | ------------------- | ---- | --------- | ---------- | ----------- | ---------- | ------------ | ---- | ---- |
| 2019년 선거 | 우크라이나의 대통령 | 6대  | 인민의 종 | 30.24%     | 5,714,034표 | 73.22%     | 13,541,528표 | 1위  |      |